# Kangas (Jyväskylä)
Pour les articles homonymes, voir Kangas.
Kangas est une zone résidentielle et d'entreprises du quartier de Tourula à Jyväskylä en Finlande. 

## Présentation
La zone de 34 hectares est située à l'est de la rivière Tourujoki, à environ un kilomètre du centre ville de Jyväskylä, au nord du quartier résidentiel de Tourula. 
La zone est limitée par la Tourujoki et les rues Ailakinkatu, Vapaaherrantie et Kympinkatu.
La zone était auparavant occupée par l'usine de papier de Kangas. L'usine y a cessé ses activités en janvier 2010 et la ville a acheté l'emplacement en utilisant son droit de préemption.

## Renouvellement
Le redéveloppement de la zone a commencé en 2011 avec un projet participatif des résidents. Un plan directeur partiel pour la zone a été adopté en novembre 2013.
Un Campus innovant se développe sur le site de la papeterie de Kangas.
Au début 2016, une partie du collège professionnel de Petäjävesi, puis plus tard de l' université humaniste des sciences appliquées Humak a déménagé. 
Les anciens bâtiments industriels et les nouvelles constructions sont utilisés pour favoriser la création d'emplois. 
Landis+Gyr y a construit un bâtiment de 6 000 mètres carrés.
Des bâtiments abritant 360 logements résidentiels ont été construits dont la tour KOAS de 16 étages est emblématique. 
Le premier ensemble résidentiel a été construit à Piippuranta en 2018. 
Le reste de la zone devrait être terminé en 2025.

## Lieux et monuments

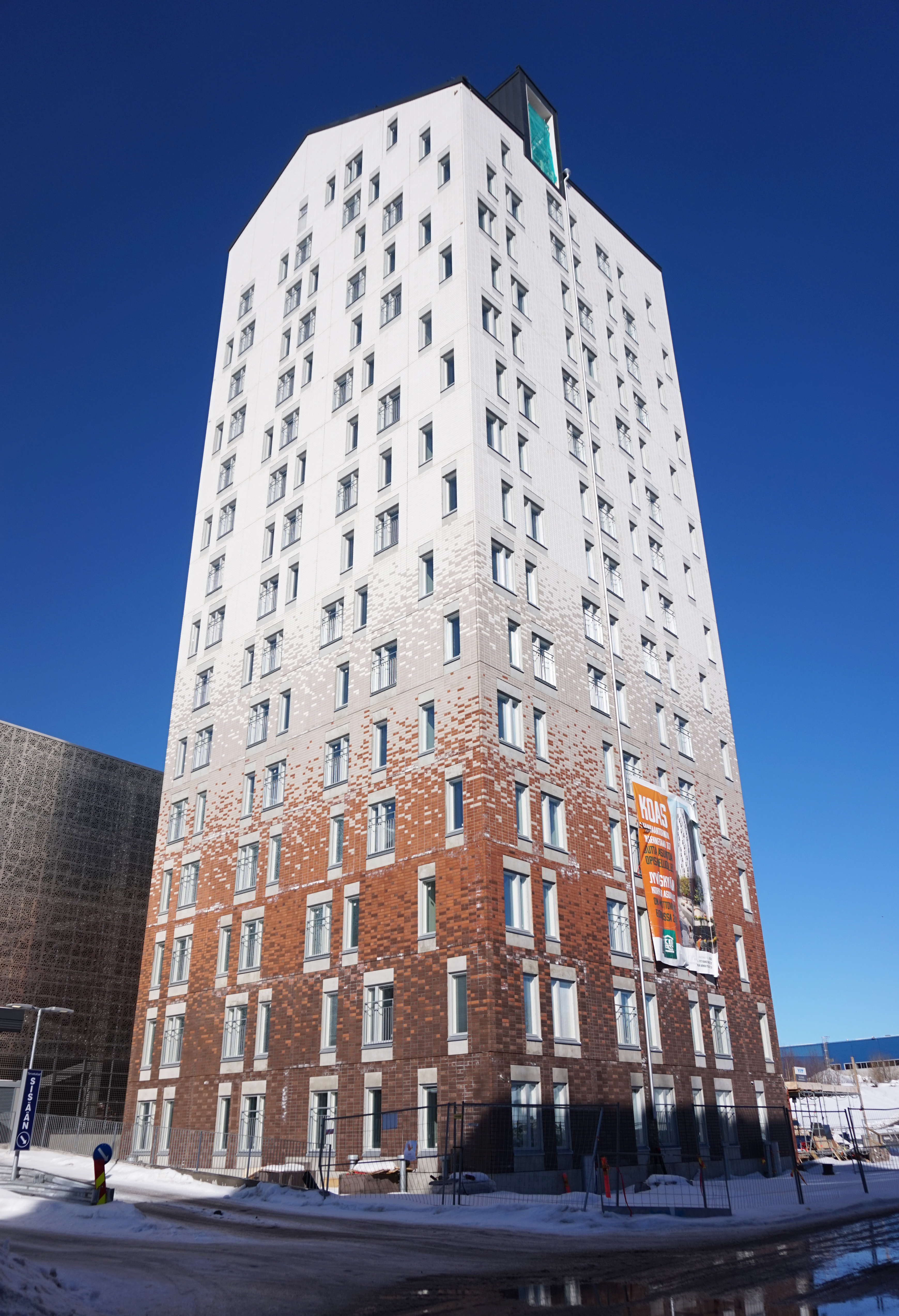
La tour KOAS.
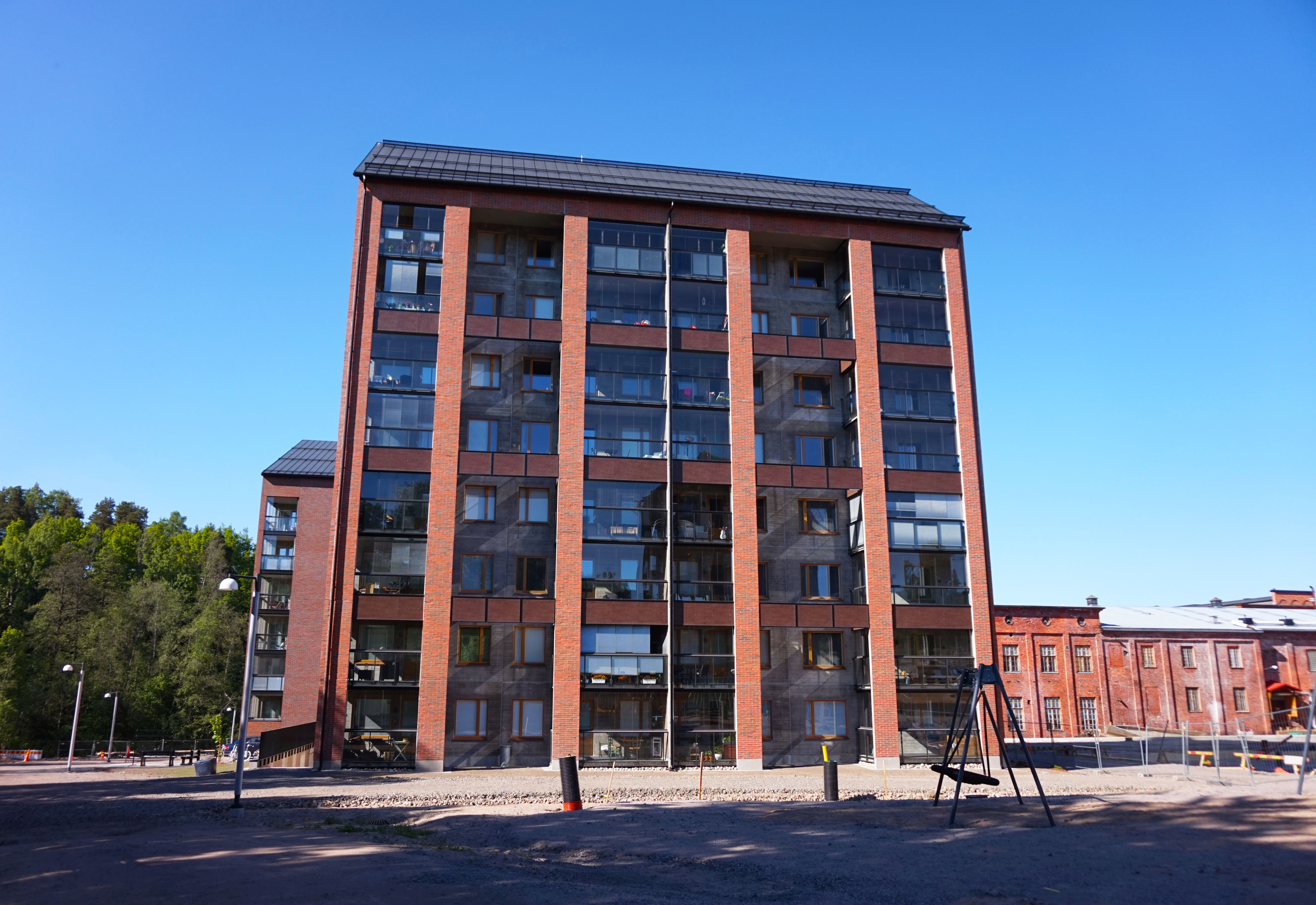
Piipputori 1.
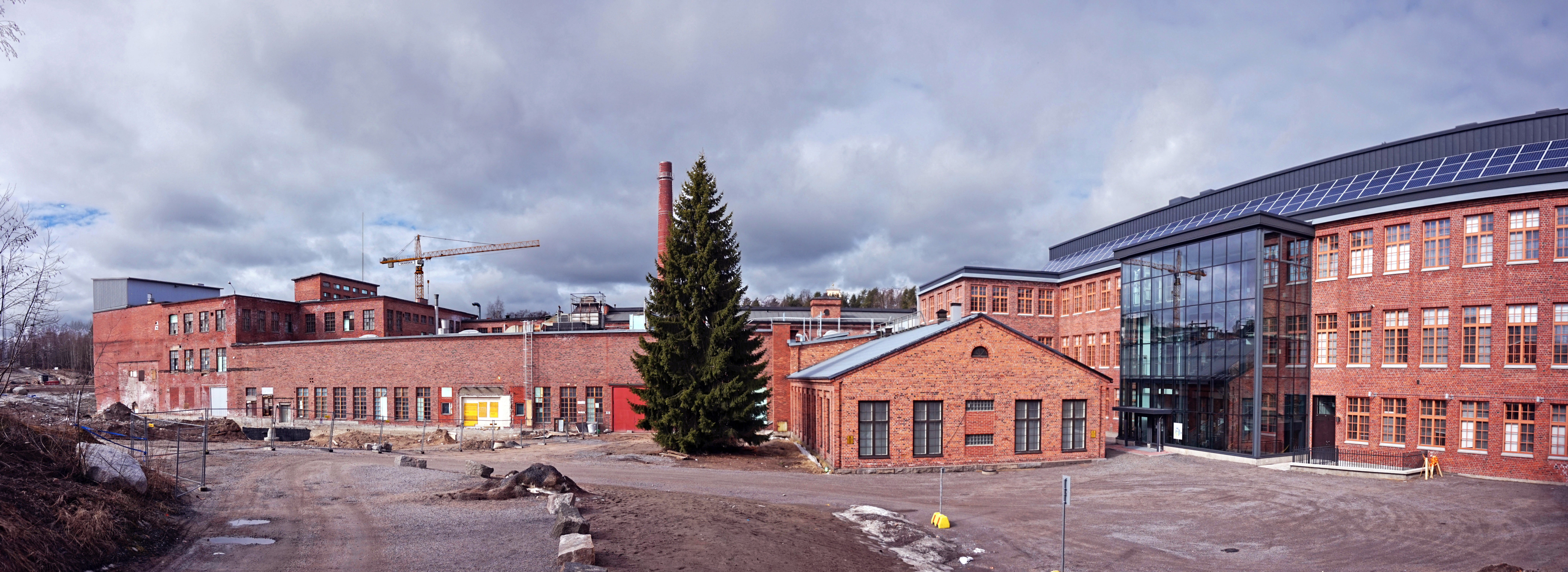
Kangas.